# Наука фехтования (трактат)
«Наука фехтования» (итал. La scienza della scherma) — трактат написан итальянским мастером фехтования Бласко Флорио, изданный в Катании в 1844 году. Книга посвящена историческому экскурсу к источникам происхождения и становления искусства обращения с оружием. 

## Содержание книги
В книге можно найти подтверждения и доказательства французским, испанским и латинским документам, датируемым XIV—XVIII веками, в которых полностью отражен путь развития европейской науки фехтования, зарождения различных школ и стилей фехтования. Бласко Флорио также ссылается на многих мэтров и маэстро своего времени, поэтому в книге читатель найдет множество цитат и прикладных рекомендаций, в том числе, взятых из редких трактатов и трудов, которые сегодня хранятся в частных коллекциях и национальных библиотеках.